# Arthur Harden
Sir Arthur Harden (Manchester, Regne Unit 1865 - Bourne End 1940) fou un bioquímic i professor universitari britànic guardonat amb el Premi Nobel de Química l'any 1929.

## Biografia
Va néixer el 12 d'octubre de 1865 a la ciutat de Manchester, situada al comtat de Lancashire. Va estudiar química al Owens College de la Universitat de Manchester, on es va graduar l'any 1885.
El 1887 fou nomenat professor de química a la Universitat de Manchester, on hi va romandre fins al 1897, quan va ser nomenat químic de l'Institut Britànic de Medicina Preventiva. El 1907 va ser nomenat director del departament de bioquímica, càrrec que va mantenir fins a la seva jubilació l'any 1930, continuant la seva tasca investigadora a l'Institut després del seu retir. Membre de la Royal Society de Londres, el 1936 el rei Eduard VIII del Regne Unit li concedí el títol de cavaller (sir).
Harden morí el 17 de juny de 1940 a la seva residència de Bourne End, situat al comtat de Buckinghamshire.

## Recerca científica
Les seves investigacions més importants es refereixen als processos químics que tenen lloc en la fermentació dels sucres per les cèl·lules dels llevats. Va descobrir un procediment d'acceleració en la fermentació afegint fosfats inorgànics, i va estudiar l'acció de la llum en les barreges de diòxid de carboni i clor.
L'any 1929 va ser guardonat amb el Premi Nobel de Química, compartit amb Hans von Euler-Chelpin, per les seves investigacions en la fermentació de sucres mitjançant enzims.